# ال سوسیو (تگزاس)
ال سوسیو (به انگلیسی: El Socio) یک منطقهٔ مسکونی در ایالات متحده آمریکا است که در شهرستان استار، تگزاس واقع شده‌است. ال سوسیو ۱۳۰ نفر جمعیت دارد.